# Елизабет Боуен
Елизабет Доротеа Кол Боуен ЦБЕ (енгл. Elizabeth Dorothea Cole Bowen, /ˈboʊən/, Даблин, Ирска, 7. јун 1899 – Лондон, Енглеска, 22. фебруар 1973) била је ирско-британска списатељица и писац кратких прича, позната по својим књигама о „великој кући“ ирских протестаната, као и по својој фикцији о животу у ратни Лондон.

## Живот
Елизабет Доротеа Кол Боуен рођена је 7. јуна 1899. у Herbert Place 15 у Даблину, ћерка адвоката  Хенрија Чарлса Коула Боуена (1862–1930), који је наследио свог оца на месту главе њихове ирске племићке породице која се води до касних 1500-их, велшког порекла,  и Флоренс Изабела Померој (умрла 1912), ћерка Хенрија Фиц Џорџа Помероја Колија, из Маунт Темпла, Клонтарф, Даблин, унук 4. виконта Харбертона. Мајка Флоренс Боуен била је унука 4. виконта Пауерскоурта.   Елизабет Боуен је крштена у оближњој цркви Светог Стефана у улици Upper Mount. Њени родитељи су је касније довели у породичну кућу њеног оца, Бовенов суд у Фарахију, близу Килдорерија, округ Корк, где је проводила лета. Међу њеним трајним пријатељима из детињства биле су уметнице Мејни Џелет и Силвија Кук-Колис. Када се њен отац психички разболео 1907. године, она и њена мајка су се преселиле у Енглеску и на крају се настаниле у Хајту. Након што јој је мајка умрла у септембру 1912. године, Боуен су одгајале тетке; њен отац се поново оженио 1918.  Образовала се у школи Downe House под вођством Оливе Вилис. После неког времена у уметничкој школи у Лондону одлучила је да њен таленат лежи у писању. Мешала се са групом Блумсбери, постајући добра пријатељица са Роуз Меколи која јој је помогла да пронађе издавача за своју прву књигу, збирку кратких прича под називом Encounters (Сусрети) (1923).
Године 1923. удала се за Алана Камерона, образовног администратора који је касније радио за BBC. Брак је описан као „бесполна, али задовољна заједница“.  Брак наводно никада није конзумиран.  Имала је разне ванбрачне везе, укључујући и ону са Чарлсом Ричијем, седам година млађим канадским дипломатом, која је трајала преко тридесет година. Имала је и везу са ирским писцем Шоном О Фаолаином и везу са америчком песникињом Меј Сартон  Боуен и њен супруг прво су живели у близини Оксфорда, где су се дружили са Морисом Бовром, Џоном Бјукен и Сузан Бјукен, и где је написала своје ране романе, укључујући The Last September (Последњи септембар) (1929). Након објављивања To the North (Ка северу) (1932), преселили су се у 2 Clarence Terrace, Regent's Park, Лондон, где је написала The House in Paris (Кућа у Паризу) (1936) и The Death of the Heart (Смрт срца) (1938). Године 1937. постала је члан Ирске академије књижевности. 
Године 1930. Боуен је постала прва (и једина) жена која је наследила Боуенов двор, али је остала у Енглеској, често посећујући Ирску. Током Другог светског рата радила је за британско министарство информација, извештавајући о ирском мишљењу, посебно о питању неутралности.  Боуенови политички ставови тежили су бурковском конзервативизму.   Током и после рата писала је међу највеће утиске живота у ратном Лондону, The Demon Lover and Other Stories (Љубавник демона и друге приче) (1945) и The Heat of the Day (Жега) (1948); исте године је добила Орден Британског царства.
Њен муж се пензионисао 1952. и настанили су се у Бовеновом суду, где је он умро неколико месеци касније. Многи писци су је посећивали на Боуеновом двору од 1930. па надаље, укључујући Вирџинију Вулф, Еудору Велти, Карсона Мекалерса, Ајрис Мардок и историчарку Веронику Веџвуд. Годинама се Боуен борила да одржи кућу, држећи предавања у Сједињеним Државама како би зарадила новац. Године 1957. њен портрет је насликао на Боуеновом двору њен пријатељ, сликар Патрик Хенеси. Отпутовала је у Италију 1958. да би истражила и припремила A Time in Rome (Време у Риму) (1960), али је следеће године Боуен била приморана да прода свој вољени Боуенов двор, који је срушен 1960. У наредним месецима написала је наратив документарца под називом Ireland the Tear and the Smile (Ирска суза и осмех) за ЦБС  који је реализован у сарадњи са Бобом Монксом као сниматељем и придруженим продуцентом.  Након што је неколико година провела без сталног дома, Боуен се коначно настанила у  "Carbery", Church Hill, Hythe, 1965. године.
Њен последњи роман, Eva Trout, or Changing Scenes (Ева Трут, или промене сцена) (1968), освојио је Меморијалну награду Џејмса Тејта Блек 1969. и био је у ужем избору за Букерову награду 1970. године. Након тога, била је судија (заједно са својим пријатељем Сирилом Конолијем ) који је 1972. доделио Букер награду Џону Бергеру за Г. Провела је Божић 1972. у Кинселу, округ Корк, са својим пријатељима, мајором Стивеном Верноном и његовом супругом, леди Урсулом (ћерком војводе од Вестминстера), али је хоспитализована по повратку. Овде су је посетили Коноли, леди Урсула Вернон, Исаја Берлин, Розамунд Леман и њен књижевни агент Спенсер Кертис Браун. 
Године 1972. код Боуен дошло је до узнапредовања рака плућа. Умрла је у болници Универзитетског колеџа 22. фебруара 1973. године у 73. години. Сахрањена је са супругом у порти цркве Светог Колмана у Фарахију, близу капије Боуеновог двора, где се налази спомен плоча аутору (на којој су речи Џона Спероуа ) на улазу у Цркву Светог Колмана, где се сваке године одржава помен њеном животу.  

## Наслеђе
Викторија Глендининг је 1977. објавила прву биографију Елизабет Боуен. Глендининг је 2009. године објавио књигу о вези између Чарлса Ричија и Боуена, засновану на његовим дневницима и њеним писмима њему. Године 2012. енглеско наслеђе обележило је плавом плочом Боуенов дом у Regent's Park-у
на Кларенс тераси.  Плава плоча је откривена 19. октобра 2014. како би обележила Боуенову резиденцију у Coach House, The Croft, Headington, од 1925. до 1935. 

## Теме
Боуен је био веома заинтересована за "живот са поклопцем и шта се дешава када се поклопац скине", за невиност уређеног живота, и за евентуалне, незадрживе силе које трансформишу искуство. Боуен је такође испитао издају и тајне које се крију испод респектабилности. Стил њених радова је веома урађен и дугује много књижевном модернизму. Била је обожавалац филма и под утицајем техника снимања филмова свог времена. Локације на којима су смештена Бовенова дела често утичу на психологију ликова и на заплет. Бовенов ратни роман The Heat of the Day (1948) сматра се једним од суштинских приказа атмосфере Лондона током бомбардовања Другог светског рата.
Била је и значајан писац прича о духовима.  Писац натприродне фантастике Robert Aickman сматрао је Елизабет Боуен „најистакнутијим живим практичаром“ прича о духовима. Укључио је њену причу The Demon Lover (Љубавник демона) у своју антологију The Second Fontana Book of Great Ghost Stories (Друга књига прича о великим духовима о Фонтани). 

## Изабрана дела

### Новеле
- The Hotel (Хотел) (1927).
- 'The Last September (Последњи септембар) (1929).
- Friends and Relations (Пријатељи и везе) (1931).
- To the North (Ка северу) (1932).
- The House in Paris (Кућа у Паризу) (1935).
- The Death of the Heart (Смрт срца) (1938).
- The Heat of the Day (Жега) (1948).
- A World of Love (Свет љубави) (1955).
- The Little Girls (Девојчице) (1964).
- Eva Trout (Ева Трут) (1968).

### Збирке кратких прича
- Encounters (Сусрети) (1923).
- Ann Lee's and Other Stories (Ен Ли и друге приче) (1926).
- Joining Charles and Other Stories (У Чарлсовом дрштву и другим причама) (1929).
- The Cat Jumps and Other Stories (Мачка скаче и друге приче) (1934).
- Look at All Those Roses (Погледај све те руже) (1941).
- The Demon Lover and Other Stories (Демон љубавник и друге приче) (1945).
- A Day in the Dark and Other Stories (1946, САД).
- Stories by Elizabeth Bowen (Приче Елизабет Боуен) (1959).
- A Day in the Dark and Other Stories (Дан у мраку и друге приче) (1965).
- The Good Tiger (Добри тигар) (1965, књига за децу) - илустровали М. Небел (издање 1965) и Квентин Блејк (издање 1970).
- Elizabeth Bowen's Irish Stories (Ирске приче Елизабет Боуен) (1978).
- The Collected Stories of Elizabeth Bowen (Сабране приче Елизабет Боуен) (1980).
- The Bazaar and Other Stories (Базар и друге приче) (2008) - приредио Алан Хепберн

### Документарна литература
- Bowen's Court (Бовенов суд) (1942, 1964).
- Seven Winters: Memories of a Dublin Childhood (Седам зима: Сећања на даблинско детињство) (1942).
- English Novelists (Енглески романописци) (1942).
- Anthony Trollope: A New Judgement (Ентони Тролоп: Нова пресуда) (1946).
- Why Do I Write?: An Exchange of Views between Elizabeth Bowen, Graham Greene and V.S. Pritchett (Зашто пишем? : Размена мишљења између Елизабет Боуен, Грахам Грина и V.S. Pritchett) (1948).
- Collected Impressions (Сакупљени утисци) (1950).
- The Shelbourne (Шелбурн) (1951).
- A Time in Rome (Време у Риму) (1960).
- Afterthought: Pieces About Writing (Накнадна мисао: Комади о писању) (1962).
- Pictures and Conversations (Слике и разговори) (1975), приредио Спенсер Кертис Браун.
- The Mulberry Tree: Writings of Elizabeth Bowen (1999), приредила Хермиона Ли.
- "Notes on Éire": Espionage Reports to Winston Churchill by Elizabeth Bowen, 1940–1942 („Белешке о Еиреу“: Извештаји о шпијунажи Винстону Черчилу од Елизабет Боуен, 1940–1942) (2008), приредили Џек Лејн и Брендан Клифорд.
- People, Places, Things: Essays by Elizabeth Bowen (Људи, места, ствари: есеји Елизабет Боуен) (2008) - приредио Алан Хепберн.
- Love's Civil War: Elizabeth Bowen and Charles Ritchie: Letters and Diaries (Љубавни грађански рат: Елизабет Боуен и Чарлс Ричи: Писма и дневници, 1941–1973) (2009), уредиле Викторија Глендининг и Џудит Робертсон.
- Listening In: Broadcasts, Speeches, and Interviews by Elizabeth Bowen (Слушање у: Емисије, говори и интервјуи Елизабет Боуен) (2010), уредник Алан Хепберн.
- Elizabeth Bowen's Selected Irish Writings (Изабрани ирски списи Елизабет Боуен) (2011), приредио Еибхер Волш.
- The Weight of a World of Feeling: Reviews and Essays by Elizabeth Bowen (Тежина света осећања: рецензије и есеји Елизабет Боуен) (2016), приредио Алан Хепберн.

## Критичке студије Елизабет Боуен
- Џоселин Брук: Елизабет Боуен (1952).
- Вилијам Хит: Елизабет Бовен: Увод у њене романе (1961).
- Edwin J. Kenney: Елизабет Боуен (1975).
- Викторија Глендининг: Елизабет Боуен: Портрет писца (1977).
- Хермиона Ли: Елизабет Боуен: Процена (1981).
- Patricia Craig: Елизабет Боуен (1986).
- Харолд Блум (уредник): Елизабет Боуен (1987).
- Allan E. Austin: Елизабетх Боуен (1989).
- Филис Ласнер: Елизабет Боуен (1990).
- Филис Ласнер: Елизабет Боуен: Студија кратке фикције (1991).
- Хедер Брајант Џордан: Како ће срце издржати? : Елизабетх Боуен и пејзаж рата (1992).
- Ендрју Бенет и Николас Ројл: Елизабет Боуен и распад романа: Мртве живе (1994).
- Renée C. Hoogland: Елизабет Боуен: Репутација у писању (1994).
- Џон Халперин: Угледни Грузијци: Живот краља Џорџа В, Елизабет Боуен, Светог Џона Филбија и леди Астор (1995).
- Éibhear Walshe (уредник): Елизабет Боуен запамтила: Фарахијеве адресе (1998).
- Џон Д. Коутс: Друштвени дисконтинуитет у романима Елизабет Боуен: Конзервативна потрага (1998).
- Lis Christensen: Елизабет Боуен: Принудни повратак (2001).
- Мод Елман: Елизабет Бовен: Сенка преко странице (2003).
- Neil Corcoran: Елизабетх Бовен: Тхе Енфорцед Ретурн (2004).
- Éibhear Walshe (уредник): Елизабетх Боуен: Визије и ревизије (2008).
- Сузан Озборн (уредница): Елизабет Боуен: Нове критичке перспективе (2009).
- Лара Фајгел: Љубавни шарм бомби Немирни животи у Другом светском рату (2013).
- Џесика Гилдерслив: Елизабет Бовен и писање трауме: етика преживљавања (2014).
- Нелс Пирсон: Ирски космополитизам: локација и дислокација код Џемса Џојса, Елизабет Боуен и Самјела Бекета (2015).
- Џесика Гилдерслив и Патриша Џулијана Смит (уредници): Елизабет Боуен: Теорија, мисао и ствари (2019).
- Џулија Пари: Сјенчана трећина (2021).

## Критички есеји о Елизабет Боуен
- The Bellman (Seán Ó Faoláin): „Упознајте Елизабет Боуен“ у The Bell књ. 4 (септембар 1942)
- David Daiches: "Романи Елизабет Боуен" у The English Journal књ. 38, бр. 6 (1949)
- Elizabeth Hardwick: „Фикција Елизабет Боуен“ у Partisan Review књ. 16 (1949)
- Bruce Harkness: "Фикција Елизабет Боуен" у The English Journal књ. 44, бр. 9 (1955)
- Gary T. Davenport: "Елизабет Боуен и Велика кућа" у Southern Humanities Review књ. 8 (1974)
- Martha McGowan: Затворени врт у Свету љубави Елизабет Боуен у Éire-Ireland књ. 16, број 1 (пролеће 1981)
- Seán Ó Faoláin: „Читање и сећање на Елизабет Боуен“ у London Review of Books (4–17. март 1982.)
- Antoinette Quinn: "Ирске приче Елизабет Боуен: 1939-45" у Studies in Anglo-Irish Literature (1982)
- Harriet S. Chessman: „Жене и језик у фикцији Елизабет Боуен“ у Twentieth Century Literature књ. 29, бр. 1 (1983)
- Brad Hooper: "Срећна јесења поља" Елизабет Боуен: Сан или не?" у Студијама кратке фикције књ. 21 (1984)
- Margaret Scanlan: „Гласине о рату: Последњи септембар Елизабет Боуен и Невоље Ј.Г. Фарела“ у Éire-Ireland књ. 20, број 2 (лето 1985)
- Phyllis Lassner: Прошлост је горући образац: Последњи септембар Елизабет Боуен у Éire-Ireland књ. 21, број 1 (пролеће 1986)
- John Coates: Последњи септембар Елизабет Боуен: губитак прошлости и модерне свести у Durham University Journal, књ. LXXXII, бр. 2 (1990)
- Roy F. Foster: „Ирскост Елизабет Боуен“ у Paddy & Mr Punch: Connections in Irish and English History (1993)
- John Halperin: „Добри тигар: Елизабет Боуен“ у Eminent Georgians: The Lives of King George V, Elizabeth Bowen, St. John Philby, and Nancy Astor (1995)
- Julian Moynahan: „Елизабет Боуен“ у Anglo-Irish: The Literary Imagination in a Hyphenated Culture (Princeton University Press, 1995)
- Declan Kiberd: „Elizabeth Bowen: The Dandy in Revolt“ у Éibhear Walshe: Sex, Nation and Dissent in Irish Writing (1997)
- Carmen Concilio: „Ствари које говоре у „Последњем септембру“ Елизабет Боуен у Moments of Moment: Aspects of the Literary Epiphany edited by Wim Tigges (1999)
- Neil Corcoran: „Откриће недостатка: историја и елипса у делу Елизабет Бовен Последњи септембар “ у Irish University Review  књ. 31, бр. 2 (2001)
- Elizabeth Cullingford: „’Нешто друго’: Gendering Onliness у раној фикцији Елизабет Боуен“ у MFS Modern Fiction Studies књ. 53, бр. 2 (2007)
- Elizabeth C. Inglesby: „'Експресивни објекти': наратив Елизабет Боуен се материјализује“ у MFS Modern Fiction Studies књ. 53, бр. 2 (2007)
- Brook Miller: „Безлична личност: вредност, глас и деловање у књижевној и друштвеној критици Елизабет Боуен“ у Модерним студијама фикције, књ. 53, бр. 2 (лето 2007)
- Sinéad Mooney: „Нестабилна једињења: Боуенове бекетовске афинитете“ у Modern Fiction Studies, књ. 53, бр. 2 (лето 2007)
- Victoria Stewart:: „'То вечно сада': памћење и субјективност у Седам зима Елизабет Боуен" у Modern Fiction Studies књ. 53, бр. 2 (2007)
- Keri Walsh:: „Елизабет Боуен, надреалист” у  Éire-Ireland  књ. 42, бр. 3-4 (2007)
- Heather Bryant Jordan: „Сопствено завештање: Реинвенција Елизабет Бовен“ у New Hibernia Review књ. 12, бр. 2 (2008)
- Céline Magot: „Лондон Елизабет Боуен у Жеги : Утисак о граду на територији рата“ у Literary London (2008)
- Éibhear Walshe: "Нема трајног града". The Dublin Review бр. 36 (2009)
- Jessica Gildersleeve: Неименована ствар: Спектралне сенке у Хотелу Елизабет Боуен и Последњи септембар у Perforations John D. Coates: "The Misfortunes of Eva Trout" in Essays in Criticism
- John D. Coates: „Несреће Еве Трут“ у Essays in Criticism 48.1 (1998)
- Karen Schaller: „Знам да је синтетичка, али снажно утиче на мене“: „Мртва Мабел“ и Бовенове слике емоција“ у Textual Practice 27.1 (2013)
- Patricia J. Smith: „'Све чега се треба ужасити од обесправљених': Промјена сцена и крај модернистичке хероине у Ева Трут Елизабет Боуен" у Hecate 35.1/2 (2009)
- James F. Wurtz: „Елизабет Боуен, модернизам и баук Англо-Ирске“ у Estudios Irlandeses бр. 5 (2010)
- Patrick W. Moran „Играчке Елизабет Боуен и императиви игре“ у Éire-Ireland бр. 46, број 1 и 2 (пролеће/лето 2011)
- Kathryn Johnson: „'Фантасмагорична залеђа': Адолесценција и Англо-Ирска у Кући у Паризу Елизабет Боуен и Смрт срца " у Elizabeth Bowen's The House in Paris and The Death of the Heart" in Irish Women Writers: New Critical Perspectives, ed. Elke d'Hoker, ет ал. (2011)
- Tina O'Toole: „Нерегенерисани духови: контракултурни експерименти Џорџа Егертона и Елизабет Боуен“ у Irish Women Writers: New Critical Perspectives, ed. Elke d'Hoker, ет ал. (2011)
- Lauren Elkin: „Језик светлости: осећај и субјективност у раним романима Елизабет Боуен“. Réfléchir (sur) la sensation, ed. Marina Poisson (2014)
- Џери Смит, „Шпијун у кући љубави: Врућина дана Елизабет Боуен (1949)“ у The Judas Kiss: Treason and Betrayal in Six Modern Irish Novels (Манчастер: Manchester University Press, 2015), 115-34

## Телевизијске и филмске адаптације
- The House in Paris (Кућа у Паризу) (ББЦ, 1959) у којој глуме Памела Браун, Трејдер Фокнер, Клер Остин и Вивијен Бенет
- The Death of the Heart (1987) са Патришом Хоџ, Најџелом Хаверсом, Робертом Хардијем, Филис Калверт, Венди Хилер и Мирандом Ричардсон
- The Heat of the Day (Жега) (Гранада Телевизија, 1989) у којој глуме Патриша Хоџ, Мајкл Гембон, Мајкл Јорк, Пеги Ешкрофт и Имелда Стонтон
- The Last September (Последњи септембар) (1999) у којој глуме Меги Смит, Мајкл Гембон, Фиона Шо, Џејн Биркин, Ламберт Вилсон, Дејвид Тенант, Ричард Роксбург и Кили Хоз